# Ringvassøya
Ringvassøya (nordsamiska: Ráneš) är en ö i Karlsøy och Tromsø kommuner i Troms fylke i norra Norge. Ön är belägen nordväst om staden Tromsø och är 656 km² stor. Den är bergig med det högsta fjället Solltindan 1060 meter över havet.
Ringvassøya har förbindelse med Kvaløya via Kvalsundstunneln i söder (fylkesväg 863), och så vidare med Tromsøya via Sandnessundsbron och ytterligare vidare till fastlandet (Tromsdalen) via Tromsøbron eller Tromsøysundstunneln. Bilfärjeförbindelser från Hansnes till Vannøya, Karlsøya och Reinøya i nordöst och från Mikkelvik till Rebbenesøya i nordväst. Tätorten Hansnes (342 invånare 2005) är centralort i Karlsøy kommun. Mitt på ön ligger sjön Skogsfjordvatnet.
Första ledet i namnet är möjligen rind: "jord- eller bergrygg".

## Bilder

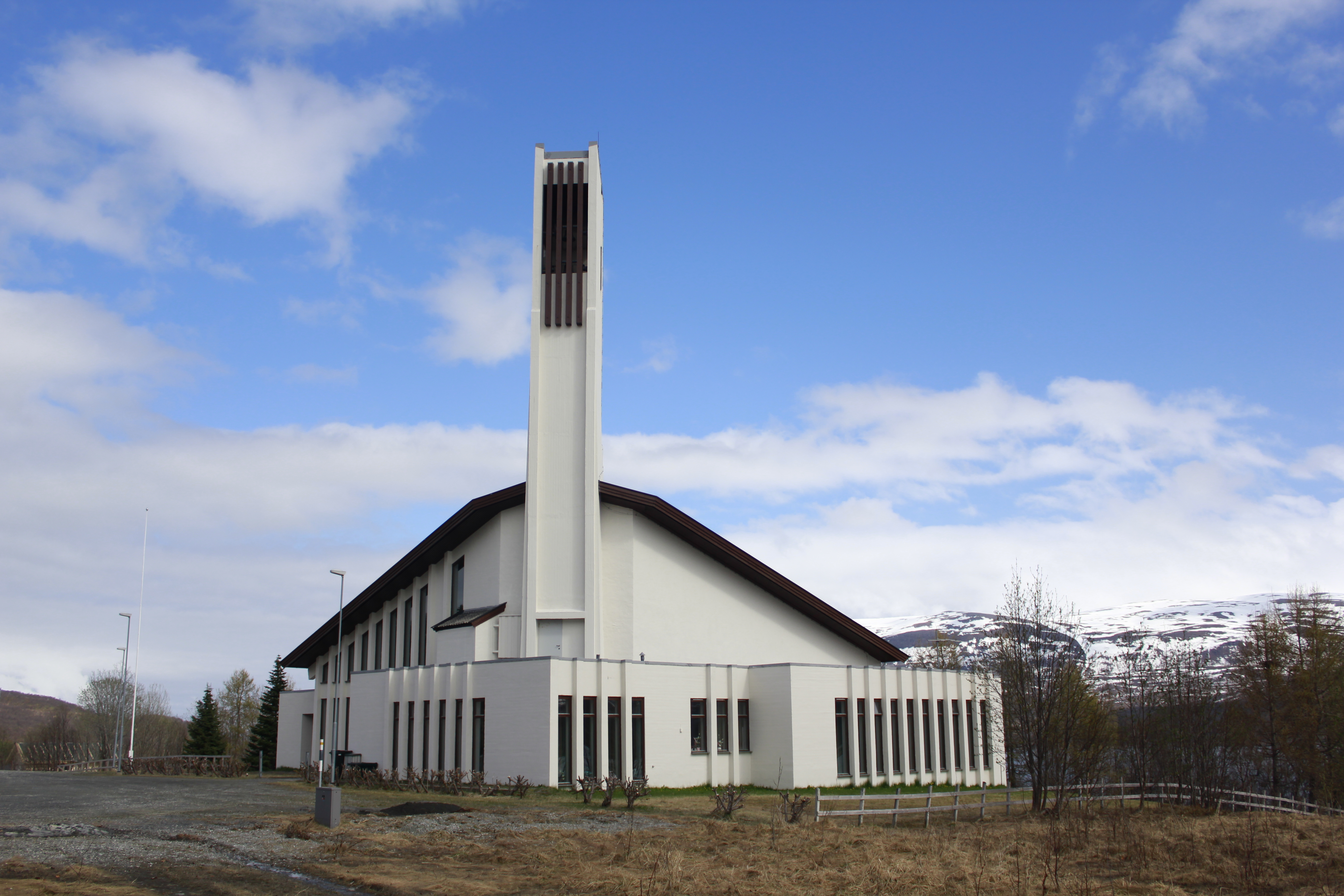
Ringvassøy kyrka.
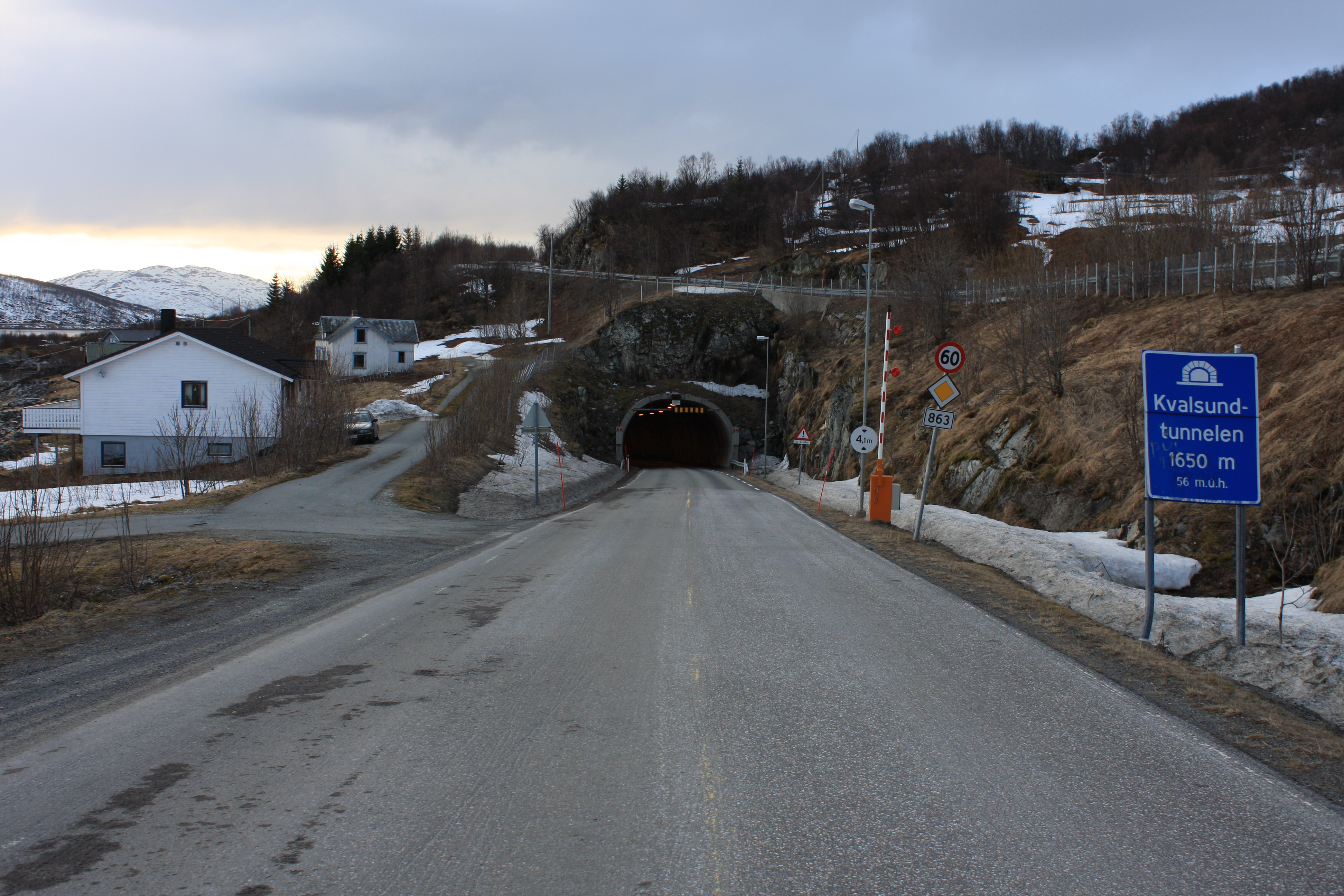
Infarten till Kvalsundstunneln på Ringvassøya.